# H. Lalbiakthanga
H. Lalbiakthanga (sinh ngày 11 tháng 2 năm 1991) là một cầu thủ bóng đá người Ấn Độ thi đấu ở vị trí tiền vệ cho Aizawl ở I-League.

## Sự nghiệp
Lalbiakthanga, trước khi thi đấu cho Aizawl, đã từng đá cho Kulikawn và Luangmual ở Mizoram Premier League. Anh có màn ra mắt cho Aizawl tại I-League ngày 9 tháng 1 năm 2016 trước đương kim vô địch, Mohun Bagan. Anh thi đấu 75 phút và Aizawl thất bại 3–1.

## Thống kê I-League
Tính đến 30 tháng 4 năm 2017
| Câu lạc bộ          | Mùa giải            | Giải vô địch        | Giải vô địch | Giải vô địch | Cúp Liên đoàn | Cúp Liên đoàn | Cúp Quốc gia | Cúp Quốc gia | Quốc tế | Quốc tế   | Tổng    | Tổng      |
| Câu lạc bộ          | Mùa giải            | Hạng đấu            | Số trận      | Bàn thắng    | Số trận       | Bàn thắng     | Số trận      | Bàn thắng    | Số trận | Bàn thắng | Số trận | Bàn thắng |
| ------------------- | ------------------- | ------------------- | ------------ | ------------ | ------------- | ------------- | ------------ | ------------ | ------- | --------- | ------- | --------- |
| Aizawl              | 2015–16             | I-League            | 10           | 0            | —             | —             | 0            | 0            | —       | —         | 10      | 0         |
| Aizawl              | 2016–17             | I-League            | 3            | 0            | —             | —             | 0            | 0            | —       | —         | 3       | 0         |
| Tổng cộng sự nghiệp | Tổng cộng sự nghiệp | Tổng cộng sự nghiệp | 13           | 0            | 0             | 0             | 0            | 0            | 0       | 0         | 13      | 0         |